# Ірина Фінгерова
Ірина Фінгерова (нар. 1993, Одеса, Україна)— українська письменниця, лікарка, публіцистка, культурна менеджерка та волонтерка. 

## Життєпис і творчість
Ірина Фінгерова народилась 1993 року в Одесі, у єврейській родині. У 2009 опублікувала першу добірку оповідань «Тамагочи»; дописувала до багатьох онлайн- та глянцевих видань; організувала декілька літературних проєктів, зокрема перший в Україні аудіотеатр Театр вух, де відвідувачам пропонували прослухати літературні та музичні твори з завʼязаними очима. 2017 року вийшла друга збірка оповідань письменниці «Сюр-тук», того ж року закінчила Одеський національний медичний університет за спеціальністю лікарка сімейної медицини. Була учасницею літературної студії «Зелена лампа» при Всесвітній клуб одеситів.
2018 року Ірина з родиною переїхала до Німеччини, мешкала в містах Каменц і Дрезден. Там продовжила літературну діяльність, поєднуючи письменництво з роботою в медичній галузі. Наступні книги вийшли у Фоліо (видавництво): роман-антиутопія «Плацебо» (2018) та young-adult роман «Замки» (2019). 2020 року Ірина дебютувала у дитячій літературі з казкою «Жахожер Квібік». Наступна дитяча книга, інтерактивна книжка-картинка «Пий водичку» (2022) вийшла у видавництві «Парасоля» і покликана у грайливій формі заохотити дітей дошкільного віку дотримуватися здорового водного режиму. 2021 року співзаснувала разом з українсько-німецькою журналісткою та науковицею Тетяною Іванченко ГО «Платформа Дрезден»; нині організація слугує культурним та соціальним осередком для українців у Дрездені.   
З початком Російське вторгнення в Україну (з 2022) Ірина Фінгерова активно займалась волонтерством, зокрема, збирала ліки та медичне обладнання для українських шпиталів. У 2023 році спільно з фотографкою Вірою Думке створила та презентувала проєкт «Gemeinsam Heimatlos / Без дому», де зібрала історії біженців та біженок, які прибули до Німеччини з України, Сирії, Еритреї, Лівії та Північної Македонії. Публікує колонки українською та німецькою, де, зокрема, описує досвіди українських біженців у Німеччині з позиції сімейної лікарки та рефлексує щодо переплетінь української та єврейської ідентичностей під час війни України з Росією та Війна між Ізраїлем та Хамасом.   

## Критика
Любко Дереш схвально відгукнувся на збірку «Сюр-тук»:
«Це дуже зухвале і сите письмо, воно буде вести вас і постійно ставитиме підніжки, але не бійтеся — Ірина Фінгерова завжди буде поруч, вона обережно підтримуватиме вас під руку і, ховаючи посмішку, й надалі робитиме вигляд, наче підніжки ставить не вона. Іноді вона носитиме клоунські вбрання, іноді спеціально домальовуватиме собі тушшю велику сльозу під оком, а іноді робитиме вигляд, що перевдягається при вас і сором’язливо проситиме відвернутися, сподіваючись, що ви цього не зробите — не вірте всьому цьому, не вірте всій цій навалі образів, але читайте, читайте далі — тому що, прочитавши бодай одне речення в цій книжці, дороги назад вже не буде, хіба що ви дочитаєте її до кінця».

## Список джерел
1. 1 2  Ирина Фингерова. Литературный журнал "Берлин.Берега" (de-DE) . Архів оригіналу за 18 липня 2024. Процитовано 18 липня 2024.
2. ↑  Фінгерова, Ірина (26 червня 2024). Сором і гордість бути євреєм. Infopost.Media (укр.). Процитовано 18 липня 2024.
3. 1 2  В Одессе представят книгу организатора театра ушей – «Сюр-тук». OdArt: территория культуры (рос.). 22 лютого 2017. Процитовано 18 липня 2024.
4. ↑  User, Super. "Исчезла!" Глава 6. Ирина Фингерова. odessitclub.org (рос.). Процитовано 18 липня 2024.
5. ↑  Iryna Fingerova - Personen - Semperoper Dresden. www.semperoper.de. Процитовано 18 липня 2024.
6. ↑  «Пий водичку» | Видавництво «Парасоля». «Парасоля» (укр.). 22 грудня 2022. Процитовано 19 липня 2024.
7. ↑  Plattform Dresden e.V. – Platform Dresden e.V. (de-DE) . Процитовано 21 липня 2024.
8. ↑  Iryna Fingerova. The Country of My People | Internationale Literarische Korporation MERIDIAN CZERNOWITZ (de-DE) . Процитовано 19 липня 2024.
9. ↑  Ärztin und Fotografin machen uns ein Bild: Berührende Flucht-Schicksale im QF. TAG24 (нім.). 25 вересня 2023. Процитовано 19 липня 2024.
10. ↑  Додому. Чому українські біженці повертаються з Німеччини. Українська правда (укр.). Процитовано 19 липня 2024.
11. ↑  Цукерка від війни зі смаком дюшеса. Лікарка з Німеччини про українських біженців, ліки від бездомності, страх смерті та силу любові. Українська правда (укр.). Процитовано 19 липня 2024.
12. ↑  Фінгерова, Ірина (26 червня 2024). Сором і гордість бути євреєм. Infopost.Media (укр.). Процитовано 19 липня 2024.